# Charles Bixler Heiser

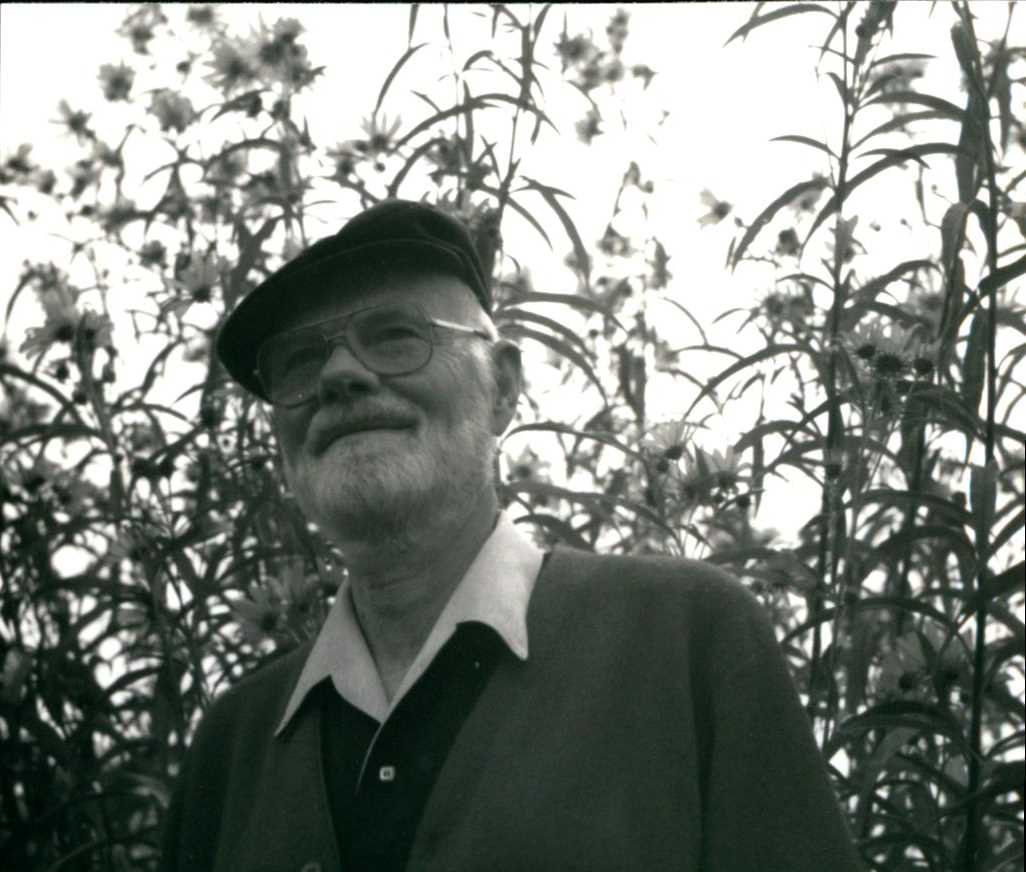
Charles Bixler Heiser

Charles Bixler Heiser Jr. (* 5. Oktober 1920 in Cynthiana (Indiana), USA; † 11. Juni 2010) war ein US-amerikanischer Botaniker. Sein offizielles botanisches Autorenkürzel lautet „Heiser“.

## Leben
Charles Bixler Heiser wurde am 5. Oktober 1920 als Sohn eines Versicherungsmitarbeiters geboren. Bereits als Kind besuchte er oft die Farm der Großeltern, wodurch er ein großes Interesse an der Pflanzenzucht erhielt. Während seiner Kindheit zogen seine Eltern oft innerhalb des südlichen Indiana um, bis sie schließlich in Belleville (Illinois) sesshaft wurden, wo er auch seinen Highschool-Abschluss erhielt. Zu Beginn seines Studiums an der Washington University in St. Louis (Missouri) war sein Ziel zunächst ein Abschluss auf dem Gebiet des Journalismus, er beendete das Studium jedoch mit einem Abschluss in Englisch und Botanik. Während des Studiums beschäftigte er sich zunächst vor allem mit Sonnenblumen, seine Masterarbeit schrieb er jedoch über die Gattung Psilostrophe (Asteraceae). Im Laufe des Studiums lernte er auch seine spätere Frau Dorothy Gaebler kennen, als beide aufgrund der Kriegsjahre die einzigen zwei Hörer der Taxonomie-Vorlesung von Edgar Anderson waren. Beide heirateten 1944 und hatten drei gemeinsame Kinder.
Nach dem Studium verblieb Heiser zunächst für kurze Zeit an der Washington University, wechselte 1945 jedoch auf Anraten von Edgar Anderson und Robert Everard Woodson an die University of California in Berkeley, wo er unter George Ledyard Stebbins arbeitete. Er blieb während der Zeit weiterhin in Kontakt mit Anderson und fertigte bis 1947 seine Doktorarbeit über die Gattung der Sonnenblumen (Helianthus) an. Diese Pflanzengruppe blieb auch nach Abschluss seiner Zeit als Doktorand ein wichtiges Thema, auch die letzte Veröffentlichung vor seinem Tod befasste sich mit dieser Gattung.
Obwohl ihm an der University of California eine Postdoc-Stelle angeboten wurde, wechselte er 1947 an die Indiana University, da er vermutete, dass die Botanik unter der Leitung von Ralph E. Cleland an dieser Universität eine vielversprechende Zukunft haben würde. Zunächst als Assistant Professor angestellt, wurde er 1979 Distinguished Professor und ab 1986 Emeritus Professor der Universität. Während seiner Zeit an der Universität entwickelte sich auch ein starkes Interesse an der Pflanzenwelt des tropischen Amerikas. Dies führte unter anderem dazu, dass er sich mit der Gattung der Paprika (Capsicum) beschäftigte und auch die Herkunft und Verwandtschaft der Lulo (Solanum quitoense), einer ecuadorianischen Frucht, erforschte. Die Taxonomie der kultivierten Capsicum überarbeitete er grundlegend, so dass die zuvor 50 Arten auf nur noch fünf Arten reduziert wurden. Diese Arbeit war Grundlage für die weitere taxonomische Erforschung der Gattung, die fünf von ihm anerkannten Arten werden auch heute noch anerkannt.
Heiser starb am 11. Juni 2010 an den Folgen eines Schlaganfalls, den er 18 Monate zuvor erlitten hatte.

## Auszeichnungen, Titel und Ämter
- 1967: Präsident der American Society of Plant Taxonomy
- 1969: Gleason Award des New York Botanical Garden
- 1972: Merit Award der Botanical Society of America
- 1974: Präsident der Society for the Study of Evolution
- 1978: Gründer und Präsident der Society for Economic Botany
- 1980: Präsident der Botanical Society of America
- 1984: Distinguished Economic Botanist Award der Society for Economic Botany
- 1985: Pustovoit Award der International Sunflower Association
- 1987: Mitglied der US National Academy of Sciences
- 1988: Asa Gray Award der American Society of Plant Taxonomists
- 1996: Ehrenmitglied des Instituto de Ciencias Naturales in Ecuador
- 1997: Distinguished Scholar Award des New York Botanical Garden
- 2002: Raven Outreach Award der American Society of Plant Taxonomists
- 2004: Garden Globe Award für das Buch „Weeds in my Garden“ (2003)
- 2007: Centennial Award der Botanical Society of America

## Belege
- Barbara Pickersgill und Gregory J. Anderson: Travels with Charley—sunflowers and beyond: an appreciation of the life and work of Charles B. Heiser, Jr. (1920-2010). In: Economic Botany, Band 64, Nummer 4, 2010. S. 281–286, doi:10.1007/s12231-010-9131-2